# Fumetti di My Little Pony - L'amicizia è magica (Le microavventure)
Questa pagina contiene la lista completa dei fumetti appartenenti a Le microavventure, serie spin - off della serie fumettistica My Little Pony - L'amicizia è magica, pubblicata dalla IDW Publishing, il cui primo numero è stato pubblicato la prima volta il 20 febbraio 2013 negli USA. Questa serie, composta da tredici numeri, vede un protagonista a numero superare vari incarichi o avventure giornaliere. La distribuzione di questa serie in Italia è iniziata, sempre a opera della Edizioni BD.

## Lista fumetti
| N° | Titolo originale (Stati Uniti) | Titolo italiano                        | 1° pub. USA       |
| -- | ------------------------------ | -------------------------------------- | ----------------- |
| 1  | Twilight Sparkle               | My Little Pony - Le microavventure 001 | 20 febbraio 2013  |
| 2  | Rainbow Dash                   | My Little Pony - Le microavventure 001 | 20 marzo 2013     |
| 3  | Rarity                         | My Little Pony - Le microavventure 001 | 24 aprile 2013    |
| 4  | Fluttershy                     | My Little Pony - Le microavventure 002 | 29 maggio 2013    |
| 5  | Pinkie Pie                     | My Little Pony - Le microavventure 002 | 19 giugno 2013    |
| 6  | Applejack                      | My Little Pony - Le microavventure 002 | 10 luglio 2013    |
| 7  | The Cutie Mark Crusaders       | My Little Pony - Le microavventure 003 | 21 agosto 2013    |
| 8  | Princess Celestia              | My Little Pony - Le microavventure 003 | 11 settembre 2013 |
| 9  | Spike                          | My Little Pony - Le microavventure 003 | 13 novembre 2013  |
| 10 | Luna                           | My Little Pony - Le microavventure 003 | 18 dicembre 2013  |

## Dettagli fumetti

### Twilight Sparkle
- Numero: 1
- Titolo italiano: My Little Pony - Le microavventure 001

Twilight Sparkle, su richiesta di Celestia, si reca in una biblioteca di Canterlot per aiutare la bibliotecaria ferita, Summer Mane, a rimettere a posto i libri. Appena Twilight si presenta, tuttavia, Summer è riluttante all'idea di avere una "collega" e la caccia via, ma Twilight la convince avvertendola della possibilità che lei prenda il suo posto. A quel punto, quando Twilight inizia a riordinare, Summer, con il suo carattere freddo, l'avverte di non entrare nel suo ufficio privato. Dopo ciò, Twilight trova alcuni libri emozionanti scritti dall'autore poi scomparso Jade Singer, e capisce che anche Summer li adora. Tempo dopo, entrando nell'ufficio privato di Summer e venendo poi ovviamente sgridata, viene a sapere che Summer è in realtà Jade Singer, ma non ha nessuna intenzione di riprendere a scrivere per paura di fare un fiasco come nell'ultimo libro. Twilight, con molta calma, riesce a convincerla e a farsela amica rivelandole i suoi problemi passati e i metodi in cui li affrontò quando era allieva di Celestia. Ispirata, Jade pubblica il suo nuovo libro che avrà un successo enorme, e Celestia si complimenterà con Twilight per il lavoro svolto.

### Rainbow Dash
- Numero: 2
- Titolo italiano: My Little Pony - Le microavventure 001

Nel bel mezzo di uno show, Rainbow Dash rimane intrappolata in una nuvola temporalesca controllata da alcuni gremlins. Questi ultimi si nutrono dei sentimenti negativi dei pony, che aumentano a causa del cielo coperto. Rainbow, dopo numerosi tentativi infruttuosi, riesce a creare un doppio arcobaleno sonico e a spazzare via i gremlins. 

### Rarity
- Numero: 3
- Titolo italiano: My Little Pony - Le microavventure 001

Rarity viene convinta dagli altri pony a prendersi una pausa dal lavoro, in modo da rilassarsi prima del fashion show che ha in programma a Canterlot. Applejack le consiglia un centro benessere pubblicizzato nella newsletter per gli agricoltori di Ponyville e Rarity accetta di partire: uno sgangherato carretto trainato da un pony di nome Flax Seed la porterà in una fattoria dove l'unicorno dovrà lavorare (in un'atmosfera hippie/new age) per aiutare nella produzione dei cosmetici che potrà utilizzare la sera, stanca e provata dalle continue fatiche. 
Seccata dalla situazione, Rarity decide di chiedere un rimborso per gli ultimi giorni della "vacanza" e scopre che non è possibile ottenerlo: i pony che amministrano la fattoria, infatti, sono in debito verso un paio di imprenditori che vogliono acquistare il terreno dove sorge la fattoria, raderla al suolo e costruirci un megastore. Commossa dalla storia di Flax e Wheat, Rarity decide di dare una nuova immagine al luogo e valorizzarne i prodotti, per poi portarli con sè a Canterlot il giorno del fashion show. Così, le sorti della fattoria vengono risollevate e persino la sfilata è un grande successo. 

### Fluttershy
- Numero: 4
- Titolo italiano: My Little Pony - Le microavventure 002

Fluttershy scopre l'imminente apertura di un contest artistico indetto dalla principessa Celestia: da sempre appassionata del fare a maglia, decide di candidare una propria scultura e sfidare la paura di essere criticata, cosa che puntualmente accade. In particolare l'esperto d'arte Praiser Pan non sembra apprezzare la sua creazione, tanto che per un secondo Fluttershy pensa di doverla distruggere - salvo poi fermarsi all'ultimo. Si rende conto infatti di amare la sua arte e gli amici pony si complimentano con lei per l'opera, sostenendola: a coronare l'esibizione arriva infine Celestia, che le mette al collo una medaglia apprezzandone lo sforzo creativo (e il coraggio di mettersi in gioco).

### Pinkie Pie
- Numero: 5
- Titolo italiano: My Little Pony - Le microavventure 002

Pinkie Pie è in visibilio per l'arrivo in città di Ponyacci, un famosissimo clown esperto nel far ridere le folle: partecipa insieme a Twilight allo spettacolo del maestro della risata, applaudendolo con fervore e raggiungendolo in backstage. Dietro le quinte la pony scopre però che il clown vuole ritirarsi, essendo diventato troppo vecchio per viaggiare e creare numeri da circo. Sconsolata, Pinkie prova a rallegrarlo con uno spettacolo confezionato su misura per dargli la carica, ma il suo impegno non è sufficiente a farlo desistere dal proposito di abbandonare la scena. Ponyacci le consiglia di migliorare le sue tecniche per far ridere prima di allontanarsi e Pinkie s'illumina: propone immediatamente a Ponyacci di aprire una scuola per insegnare come far ridere ad altri pony che, come lei, adorano il mestiere e vogliono seguire le sue orme. Così, Ponyacci diventa un insegnante di successo e da tutta Equestria arrivano nuovi alunni interessati all'arte della commedia, per un lietofine che viene raccontato via lettera anche a Celestia. 

### Applejack
- Numero: 6
- Titolo italiano: My Little Pony - Le microavventure 002

In quest'avventura emerge il carattere testardo e indipendente di Applejack: mentre la famiglia - Big Mac, Granny Smith, Applebloom - è alle prese con i preparativi per una festa, AJ cerca di difendere il raccolto di mele dal famigerato Sass-squash, mettendo in atto trabocchetti e sotterfugi per catturarlo ma fallendo miseramente ogni volta. Solo alla fine dell'episodio a fumetti Applejack capitola e accetta di farsi aiutare a catturare il fastidioso "nemico", che si rivelerà essere nient'altro che un travestimento di Granny Smith. 

### The Cutie Mark Crusaders
- Numero: 7
- Titolo italiano: My Little Pony - Le microavventure 003

Applebloom, Scootaloo e Sweetiebell si avventurano nella foresta e scoprono una strana creatura al suo interno: dal momento che somiglia ad una gemma, la portano da Spike per identificarla meglio. Verranno così a capire che si tratta in realtà di un mimicker, un esserino mutaforma che può trasformarsi in qualunque cosa. In visibilio per la scoperta, le tre Cutie Mark Crusaders usano il mimicker per giocare e divertirsi, dimenticandosi che si tratti di un essere vivente con i propri desideri. Ad un certo punto, infatti, l'esserino fugge dalle ragazze e si rifugia nella biblioteca di Twilight; nel cercarlo disperatamente per tutta Ponyville, le pony capiranno il loro errore e chiederanno al mimicker di perdonarle, per poi riportarlo nella foresta e promettere di tornare a giocare insieme una volta divenute più mature.

### Princess Celestia
- Numero: 8
- Titolo italiano: My Little Pony - Le microavventure 003

Il fumetto è ambientato alla scuola per unicorni di talento di Canterlot, con una citazione sottotraccia alla scuola di magia di Hogwarts. Durante il tradizionale tea party un incidente fa emergere una problematica riguardante l'insegnante Inkwell, che viene ritenuta troppo anziana per rimanere nel corpo docenti. Tocca a Celestia difendere la vecchia amica e ideare uno stratagemma per ricordare a tutti (studenti compresi) la bravura della professoressa, non tanto nell'insegnamento quanto nell'empatia e nel rapporto con gli altri.

### Spike
- Numero: 9
- Titolo italiano: My Little Pony - Le microavventure 003

Spike vorrebbe partecipare al contest indetto per il miglior animale domestico, per cui decide di ordinare per corrispondenza delle creature di cui occuparsi. Spazientito per la loro crescita lenta, decide di usare del cibo magico per accelerare il processo, perdendo immediatamente il controllo della situazione: le creature mettono a soqquadro la casa di Twilight, ma grazie alla lettura dei libri della biblioteca riescono a capire come regolare il proprio comportamento. Spike, dal canto suo, diventa un po' più consapevole del fatto che la magia non può risolvere ogni cosa.

### Luna
- Numero: 10
- Titolo italiano: My Little Pony - Le microavventure 003

La Principessa Luna decide di prendere sulle proprie spalle gli incarichi di Celestia, portando avanti le incombenze del giorno con il carattere che le è proprio. Inizialmente è convinta che sia un lavoro facile e divertente, ma con il passare delle ore si renderà conto del fatto che la sorella non ha un cammino di rose di fronte a sé: al termine della rountine giornaliera, la principessa della notte ritirerà le considerazioni fatte sul lavoro della sorella e tornerà ad amministrare le ore buie con piena soddisfazione.